# B. trifft …
B. trifft ... war eine Talkshow, die zwischen 1993 und 2004 produziert wurde und von Bettina Böttinger moderiert wurde. Die Sendung wurde am 4. September 2004 aus Kostengründen eingestellt. Das Sendekonzept bestand darin, dass die Gäste mit dem Auftreten anderer Gäste überrascht wurden. „Auf diese Weise“, schrieb die Produktionsfirma, „wurden so unterschiedliche Persönlichkeiten wie Herbert Feuerstein und Ulla Schmidt, Campino und Gretchen Dutschke, Uta Ranke-Heinemann und Günter Wallraff miteinander ins Gespräch gebracht.“ Im November 1994 und im Januar 1996 wurde Böttinger für die Moderation der Sendung für den Adolf-Grimme-Preis nominiert.
In der Sendung zum zehnjährigen Jubiläum 2003 war Bettina Böttinger selbst Gast und traf auf Jochen Busse. Die Moderation dieser Ausgabe übernahm Ludger Stratmann.
Zusammen mit dem Fotografen Michael Jaeger gab Böttinger 1999 den Bildband Doppelportraits. Portraits prominenter Gäste der WDR-Sendung ‚B.trifft‘ heraus.

## Sendeplätze
Von 1993 bis 2004 lief die Sendung im Westdeutschen Rundfunk und von 2000 bis 2001 im Hessischen Rundfunk. Ab 2001 bis 2004 wurde sie auch von 3sat und im Rundfunk-Berlin-Brandenburg ausgestrahlt und von 2005 bis 2006 bei EinsFestival wiederholt.

## Belege
1. ↑  ENCANTO - B. trifft. Abgerufen am 10. Mai 2021.
2. ↑  Tobias Schmidt: Kölner Treff: Die Moderatorin – Bettina Böttinger. In: WDR.de. 11. September 2007, archiviert vom Original (nicht mehr online verfügbar); abgerufen am 18. September 2010.
3. ↑  Böttinger/Jaeger: Doppelportraits. Portraits prominenter Gäste der WDR-Sendung ‚B.trifft‘. M 7 Verlag (1999). ISBN 3934511120